# Варзузьке сільське поселення
Варзу́зьке сільське́ посе́лення (рос. Варзужское сельское поселение) — адміністративне утворення у складі Терського району Мурманської області, Росія.

## Склад
До складу поселення входять такі населені пункти:
| Населений пункт   | Населення, осіб (2010) |
| ----------------- | ---------------------- |
| Варзуга           | 363                    |
| Кашкаранці        | 79                     |
| Кузомень          | 84                     |
| Маяк Нікодимський | 3                      |
| П'ялиця           | 14                     |
| Тетріно           | 18                     |
| Чаваньга          | 87                     |
| Чапома            | 81                     |

| Мурманська область | Це незавершена стаття про Мурманську область. Ви можете допомогти проєкту, виправивши або дописавши її. |